# Johnson Hall

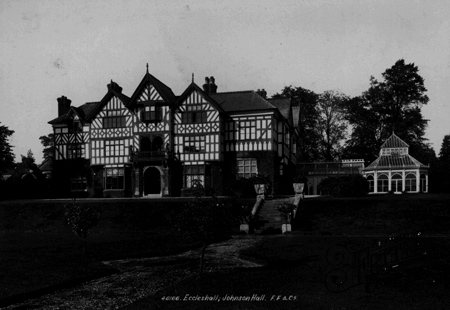
Johnson Hall circa nel 1900.

Johnson Hall è un palazzo situato nei pressi della città di Johnstown, nello stato di New York. Costruita alla metà del XVIII secolo come dimora di William Johnson, sovrintendente britannico agli Affari Indiani, in stile georgiano, è diventato un National Historic Landmark, come Johnson Hall State Historic Site, nel 1960.
Il palazzo sorge a sette miglia dal fiume Mohawk, vicino all'Hall Creek, che ha fornito l'acqua per il funzionamento di una segheria e di un mulino ad acqua. La casa è costruita in legno ed è rivestita per simulare la pietra. Sono presenti anche due fortini, costruiti per difendere il palazzo da attacchi francesi (il palazzo fu costruito nel corso della guerra franco-indiana).
È stato progettato dall'architetto Peter Harrison e costruito dal carpentiere Samuel Fuller, i quali ottennero almeno alcune idee dal Builder's Companion; Johnson vi si trasferì, da Old Fort Johnson, nel 1763, e vi visse fino alla morte, avvenuta nel 1774. In seguito la Johnson Hall fu confiscata dal governo rivoluzionario americano (i Johnson erano lealisti), e successivamente acquistata, e usata come residenza, da Silas Talbot.
È stata dichiarata un National Historic Landmark nel 1960 ed è entrata nel National Register of Historic Places nel 1966.